# Neoliberty

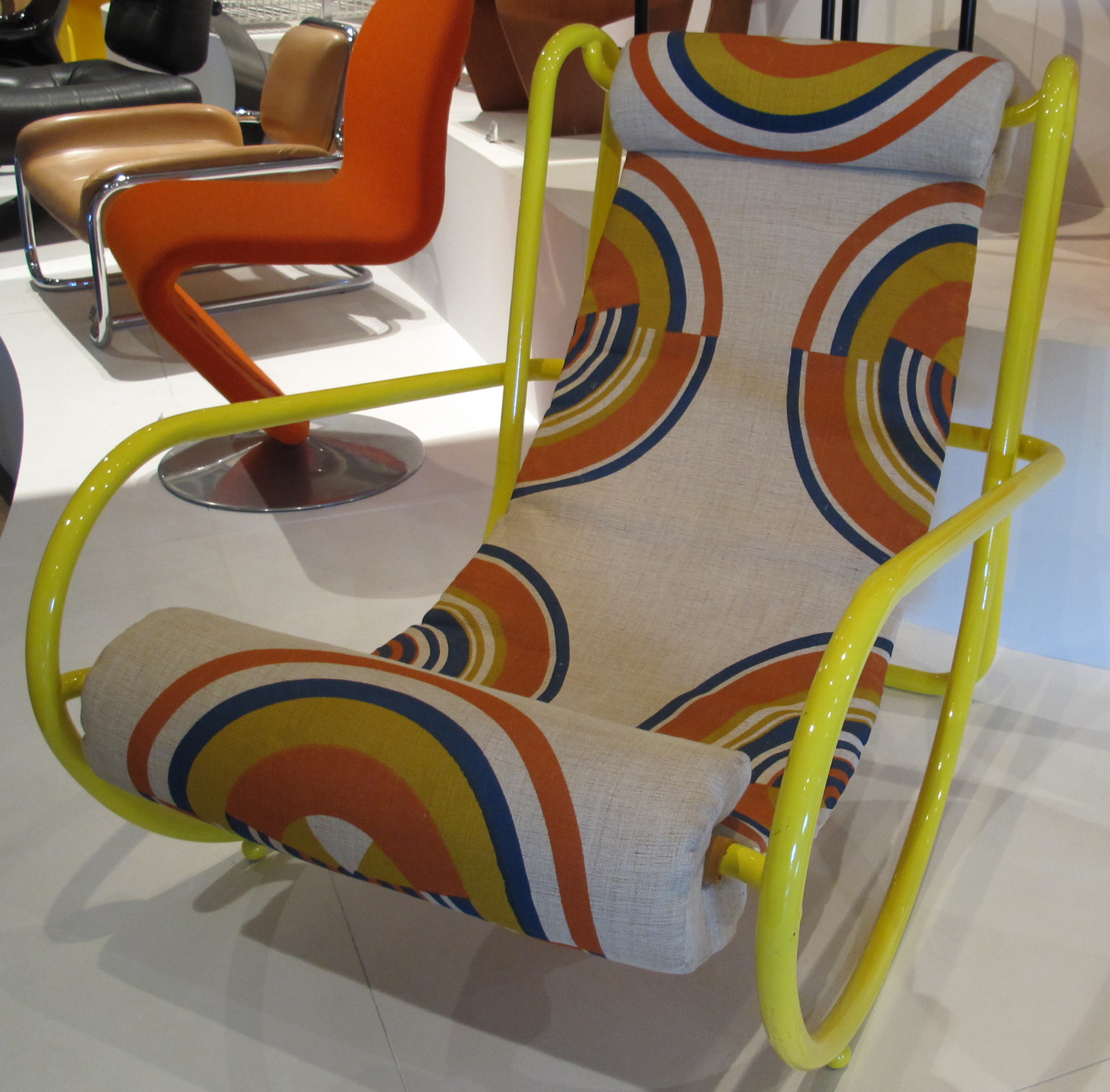
Silla de jardín diseñada por Gae Aulenti (1964)

Se denomina Neoliberty a un estilo dado en la arquitectura, el diseño y las artes decorativas en Italia durante los años 1950 y 1960. 
El nombre de Neoliberty hace alusión al modernismo italiano, llamado Liberty en ese país por estar inspirado en Arthur Liberty. Representado principalmente por Gae Aulenti, Franco Albini, Vittorio Gregotti y Carlo Mollino, se inspiran tanto en ese precedente como en el pop art. Su arquitectura es de tipo revivalista, con la pretensión de entroncar con el modernismo Art Nouveau, por oposición a la arquitectura racionalista practicada hasta entonces. En el terreno del diseño y la decoración de interiores, destacan el mobilario y las luces de trazado curvilíneo.